# 2010년 KIA 타이거즈 시즌
2010년 KIA 타이거즈 시즌은 KIA 타이거즈가 KBO 리그에 참가한 10번째 시즌으로, 해태 타이거즈 시절까지 합하면 29번째 시즌이다. 조범현 감독이 팀을 이끈 3번째 시즌이며, 팀은 8팀 중 정규시즌 5위에 그쳐 포스트시즌 진출에 실패했다.

## 타이틀
- 광저우 아시안 게임 금메달: 조범현(감독), 윤석민, 이용규, 양현종
- 대륙간컵 국가대표: 조태수
- 성구회 헌액: 이종범
- KBO 페어플레이상: 양현종
- 조아제약 프로야구대상 공로상: 조범현
- 조아제약 프로야구대상 기량발전상: 양현종
- 스포츠토토 올해의 성취상: 양현종
- 스포츠토토 올해의 선행상: 안치홍
- 한국갤럽 선정 가장 좋아하는 한국인 야구선수: 이종범 (1위), 최희섭 (5위), 김상현 (7위), 이용규 (10위)
- 올스타 선발: 최희섭 (1루수), 안치홍 (2루수), 이용규 (외야수)
- 올스타전 추천선수: 양현종, 손영민, 김상훈, 김선빈
- 스포츠조선 조사 청소년대표 롤모델: 이종범
- 출장(타자): 안치홍 (133)
- 출장(야수): 안치홍 (133)
- 선발 출전(야수): 안치홍 (127)
- 수비이닝: 안치홍 (1119.1)
- 선발등판: 양현종 (30)
- 선발승: 양현종 (16)
- 터프세이브: 유동훈 (5)
- 풋아웃: 최희섭 (1080)
- 어시스트: 안치홍 (403)

### 퓨처스리그
- 퓨처스 올스타: 정용운, 백용환, 이인행, 홍재호
- 사구: 김다원 (15)
- 남부리그 세이브: 박성호 (6)

## 선수단
- 선발투수 : 서재응, 양현종, 로페즈, 윤석민, 콜론, 라이트, 전우엽
- 구원투수 : 손영민, 박성호, 박경태, 곽정철, 안영명, 김건한, 이상화, 차정민, 심동섭, 문수호, 정용운, 이대진
- 마무리투수 : 유동훈, 조태수, 이동현
- 포수 : 차일목, 김상훈, 이성우
- 1루수 : 최희섭
- 2루수 : 안치홍
- 유격수 : 김선빈, 이현곤
- 3루수 : 박기남, 김상현, 장태성, 김형철, 홍재호
- 좌익수 : 김원섭, 최훈락, 임한용, 나지완, 이종환
- 중견수 : 이용규, 윤효섭
- 우익수 : 신종길, 이종범, 최용규, 김다원
- 지명타자 : 채종범, 이영수, 홍세완

## 여담
- 4월 14일 두산 베어스와의 경기는 KBO 리그 사상 처음으로 강설로 취소되었다.
- 7월 29일 롯데 자이언츠와의 경기에서 팀은 KBO 리그 사상 최초로 한 이닝 팀 사이클링홈런을 달성했다.
- 차정민은 이 시즌 2경기 1.2이닝 평균자책점 0을 기록했음에도 1패를 기록해 KBO 리그 사상 최초로 단일 시즌 평균자책점 0을 기록하고도 패전을 당한 선수가 되었다. 이는 차정민에게 실책으로 인한 비자책 실점이 1점 있었는데, 이 실점이 결승점이 되면서 차정민이 패전투수가 된 탓이었다.
- 박현은 KBO 퓨처스리그 사상 최초로 단일 시즌 10패를 기록했다.
- 윤석민은 광저우 아시안게임에서 대만과의 예선 1차전에 등판했으나 엔트리에서 누락된 상태라 규정상 등판이 불가능했다. 이에 따라 대한민국이 몰수패를 당할 수도 있는 상황이었으나 곧바로 봉중근으로 투수를 교체하여 몰수패를 면했다.